# Општина Вишинешти (Дамбовица)
Вишинешти (рум. Vişineşti) општина је у Румунији у округу Дамбовица.
Oпштина се налази на надморској висини од 522 m.